# جون أندرسن (سياسي)
جون أندرسن (بالنرويجية البوكمول: Johan Andersen)‏ هو سياسي نرويجي، ولد في 5 مايو 1902 في النرويج، وتوفي في 11 مايو 1968. حزبياً، نشط في حزب العمال. وقد انتخب عضو برلمان النرويج ‏.